# Les Géants et les Jouets
Pour plus de détails, voir Fiche technique et Distribution.
Les Géants et les Jouets ou Géants et jouets (巨人と玩具, Kyojin to gangu) est un film japonais réalisé par Yasuzō Masumura, sorti en 1958 et adapté du roman du même nom de Ken Kaikō.
L’histoire se déroule dans le Japon d’après guerre en pleine période de croissance économique et décrit le néocapitalisme nippon, à travers la concurrence de firmes de caramels.
Ce film est un des porte-étendards de la nouvelle vague japonaise, représentation d’une nouvelle jeunesse qui s’oppose aux pouvoirs de l’État et rejette les anciennes traditions.
Il est décrit comme l’un des films les plus étonnants de la première période de Masumura.

## Synopsis
Au Japon, trois grandes firmes de caramels : World, Appolo et Giant, s’affrontent dans une lutte sans merci afin d’être celle qui fera le plus de vente.
Yōsuke Nishi est un jeune employé du secteur publicité de World, fraîchement débarqué dans l’entreprise. Goda Ryūji son patron, le charge de l’aider à faire de World, la compagnie de caramels numéro un. Pour cela, Goda va tenter de transformer Kyōko Shima, une jeune femme des bas quartiers pas très féminine et peu maligne en une idole des médias, afin que celle-ci devienne la nouvelle égérie des caramels World. Nishi va être chargé de veiller sur elle, même si celui-ci préfère fréquenter Masami Kurahashi qui travaille au service publicité de Appolo afin notamment de tenter de lui soutirer des informations sur les projets de sa compagnie.
La course à la publicité entre les firmes va permettre à Kyōko de devenir une véritable star, tandis que Goda qui ne se consacre plus qu’à son travail va s’en trouver très affaibli jusqu’à en cracher du sang et que Nishi « trahi » une première fois par Masami puis par son ancien ami qui travaillait pour Giant et effrayé de voir son patron sacrifier sa santé pour l’entreprise est désabusé par le monde du travail mais va tout de même finir par incarner la nouvelle égérie de World à contrecœur.

## Fiche technique
- Titre : Les Géants et les Jouets
- Titre alternatif : Géants et jouets[8]
- Titre original : Kyojin to gangu (巨人と玩具?)
- Titre anglais : Giants and Toys
- Réalisation : Yasuzō Masumura
- Scénario : Yoshio Shirasaka
- Production : Hidemasa Nagata
- Musique : Tetsuho Tsukahara
- Photographie : Hiroshi Murai[1]
- Montage : Tatsuji Nakashizu
- Costumes : Kotaro Maki
- Direction artistique : Tomoo Shimogawara
- Son : Toshikazu Watanabe
- Éclairages : Isamu Yoneyama[1]
- Premier assistant réalisateur : Yoshio Inoue
- Société de production : Daiei
- Sociétés de distribution :
  - Japon : Daiei (1958) Kadokawa (2016, DVD)
  - États-Unis : Fantoma (2002, DVD)[2]
- Pays d’origine :  Japon
- Langue originale : japonais
- Format : Couleurs - 2,35:1 - mono - 35 mm
- Genres : Comédie dramatique
- Durée[N 2] : 96 minutes[1] ou 95 minutes[2] - métrage : 5 605 m[1]
- Dates de sortie :
  - Japon : 22 juin 1958[1]

## Distribution
- Hiroshi Kawaguchi : Yōsuke Nishi  (西洋介, Nishi Yōsuke?)
- Hitomi Nozoe : Kyōko Shima (島京子, Shima Kyōko?)

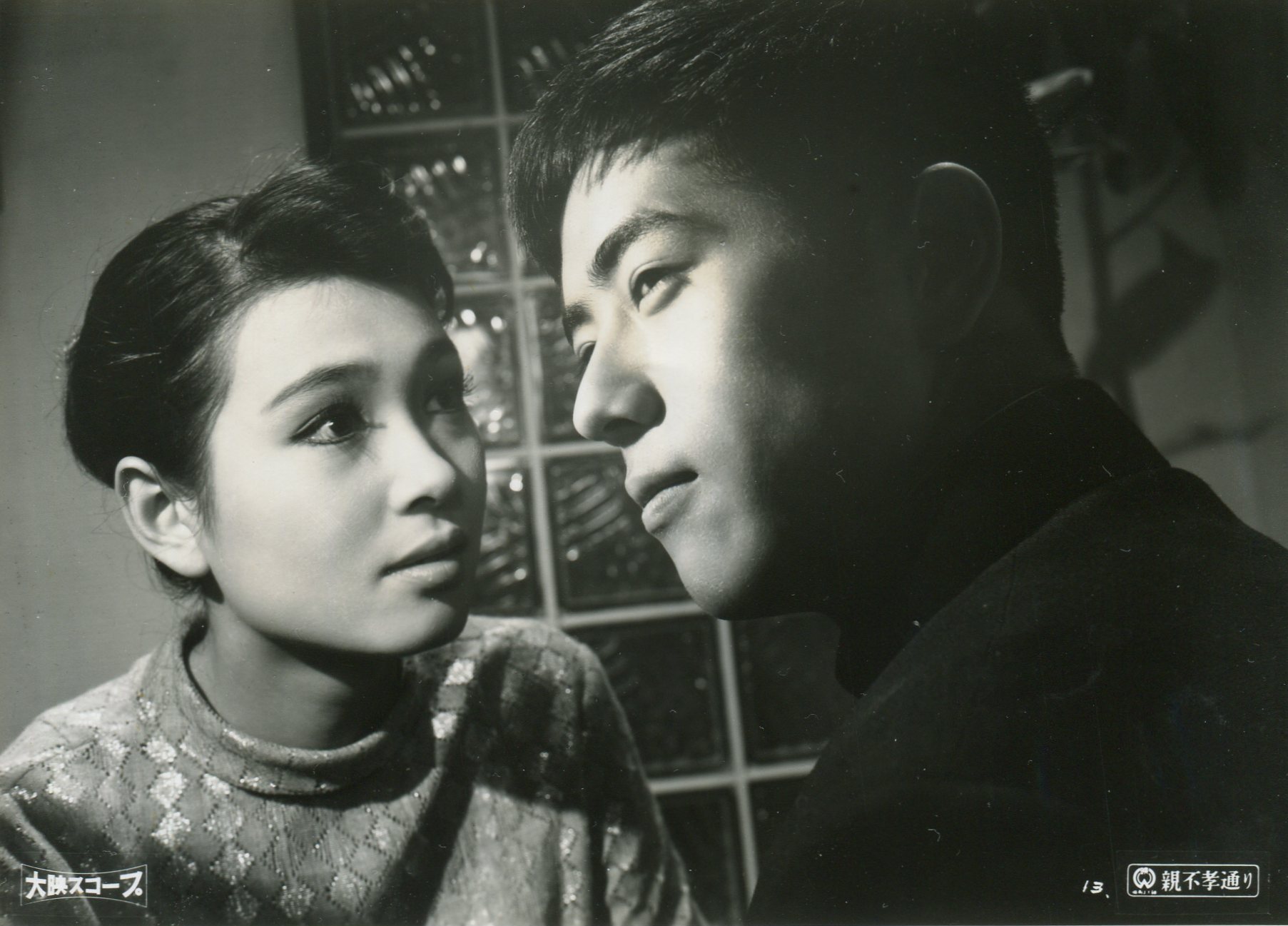
Hitomi Nozoe à gauche et Hiroshi Kawaguchi à droite (ici dans Avenue des enfants ingrats sorti en 1958) interprètes respectifs de Kyōko Shima et de Yōsuke Nishi, les deux personnages principaux du film.

- Hideo Takamatsu : Goda Ryūji (合田竜次, Ryūji Goda?), le patron de Yōsuke Nishi[1]
- Osamu Abe : le lutteur
- Kōichi Fujiyama : Tadao Yokoyama  (横山忠夫, Yokoyama Tadao?)
- Yoshihiro Hamaguchi : Conducteur C
- Tatsuo Hanabu : Fuyuzaki (冬崎?)
- Fujio Harumoto : Shimomura (下村?)
- Hisako Horigome : Miyuki Fujimoto  (藤本みゆき, Fujimoto Miyuki?)
- Hikaru Hoshi : Kurosawa (黒沢?)
- Kōichi Itō : Haruoka (春岡?)
- Naoyasu Itō : Nakazaki (中川?)
- Yūnosuke Itō : Junji Harukawa (春川純二, Harukawa Juniji?), le photographe[1]
- Shōji Kawashima : Sarusawa (猿沢?), l’ingénieur de l’usine[1]
- Hiroko Machida : Suzue (鈴枝?), la femme de Goda
- Sachiko Meguro : Iwafuji (岩藤?)
- Fumiko Murata : Kiku (キク?), la mère de  Kyōko
- Akira Natsuki : Minami (南?)
- Michiko Ono : Masami Kurahashi (倉橋雅美, Kurahashi Masami?)
- Kyū Sazanka : Ryūzō Higashi (東隆三, Higashi Ryūzō?)
- Kinzō Shin : Kōhei Yashiro (矢代光平, Yashiro Kōhei?), le beau père de Goda[1]
- Tsuneko Sudō : la vieille femme
- Yasushi Sugita : le producteur
- Munehiko Takada : Conducteur A
- Tōru Takami : Okkotsu (乙骨?)
- Eiichi Takamura : Akimura (秋村?)
- Kisao Tobita : Matsutani (松谷?)
- Masahiro Tsumura : Conducteur B
- Mantarō Ushio : Natsuki (夏木?)
- Tetsuya Watanabe : le chanteur de rockabilly[1]
- Aiko Yamakawa : Sumiko Kikumura (菊村須美子, Kikumura Sumiko?)
- Kenji Ōyama : Kita (北?)

## Production
Les Géants et les Jouets est à l’origine une nouvelle écrite par Ken Kaikō en 1957. Elle s’inscrit dans le genre de la « nouvelle économique » (経済小説, Keizai shōsetsu), qui constitue une satire de la dévotion du travailleur japonais à son entreprise. En 1958, Kaikō gagne le prix Akutagawa (pour sa nouvelle Le roi nu (裸の王様, Hadaka no ōsama) écrite aussi en 1957), après quoi Daiei achète les droits de ‘’Les Géants et les Jouets’’ qui sera réalisé par Yasuzō Masumura et sortira la même année.

## Exploitation et accueil

### Exploitation et accueil critique
Les Géants et les Jouets est un échec commercial mais c’est avec lui que Masumura va se faire remarquer aux États-Unis, le film est alors aussi connu sous le nom The Build-Up. Le film a connu une édition VHS et plusieurs éditions DVD au Japon. Il est également sorti sous format DVD aux États-Unis mais n’a jamais été édité en France.

### Classements
Ce film est arrivé 10e au classement de la revue japonaise de cinéma Kinema Junpō no 32 concernant les 10 meilleurs films japonais de l’année 1958,.

## Analyse

### Thèmes et personnages
Le film constitue une critique agressive du néo-capitalisme nippon et des nouveaux rythmes de vie qu’il impose aux individus.
Pour Donald Richie, il est la mise en pratique des théories élaborées par Masumura après sa saison d’études au Centro Sperimentale à Rome. À savoir la destruction du courant principal du cinéma japonais auquel il « reprochait de n’être conforme qu’à une tradition littéraire, de préconiser la suppression de toute forme d’individualisme, de fondre l’ensemble des personnages dans un moule collectif et, même dans les films de gauche, de faire céder les héros à la volonté des masses ».
Pour Tanya Sahni de la Western University « Masumura croit qu’il est impossible pour le Japon de posséder une subjectivité autonome, il est condamné par son acte de masquer ses traditions avec des manières occidentales et spécifiquement américaines »,. Le Japon d’après-guerre est « complètement consumé par l’artificialité »,, « tout […], même l’individu [y] est subsumé par le capitalisme »,. La scène de la confrontation entre Goda et Nishi est représentative de cela. Le premier est à l’image de cette culture du Japon d’après-guerre, tenant du capitalisme et de la tradition, défenseur de la société de masse et du collectivisme, et refusant l’autonomie. Nishi lui veut sortir de ce système, il représente l’envie d’individualisme. Mais c’est Goda qui domine tout du long, et Nishi va finalement se plier à ses volontés. Quant à Kyoko, elle est considérée comme un objet appartenant à l’entreprise, représentation de l’individu qui perd toute individualité au profit de la société.
Pour Max Tessier et Jean-Paul Le Pape, le film explore une thématique récurrente dans les films de Masumura, le renversement des rapports de domination entre l’homme et la femme, rendant cette image de la « femme forte » et de « l’homme faible » à l’aide d’une actrice adéquate, actrice que sera Hitomi Nozoe dans ses premiers films.

« Contrairement à l’homme qui n’est qu’une ombre, la femme est un être qui existe réellement, c’est un être extrêmement libre – voilà l’érotisme tel que je le vois »

— Masumura Yasuzō, "Entretiens avec Masumura Yasuzo", in Cahiers du Cinéma n°224 (Oct.1970)
Le personnage d’idiote des bas quartiers (Kyoko), « créature de la publicité » réussit à évoluer « sur la scène scintillante du spectacle capitaliste » sachant manier « les codes de ce monde factice » tandis que du côté des personnages masculins Goda se sacrifie pour sa compagnie en « crachant ses poumons » et Nishi revêt un costume ridicule pour faire de « la réclame des caramels » dans la rue.

### Style du film
Le style de Masumura rompt complètement avec le style habituel du courant principal du cinéma japonais.

« [C’est] un rythme très étranger à la plupart des films japonais de l’époque. Avant même d’être achevée, une scène est bousculée par la suivante. »

— Donald Richie, Le cinéma japonais
Ses précédents films Le Baiser (くちづけ, Kuchizuke), Jeune fille sous le ciel bleu (青空娘, Aozora musume) et Courant chaud (暖流, Danryu) sont déjà « d’une fraîcheur et d’un dynamisme remarquable pour l’époque ». Mais "Les Géants et les Jouets" fait montre d'un dynamisme encore plus grand, allant « jusqu'à l’excentricité » voire « jusqu'à la folie ».
Le film est « saturé de couleurs avec des personnages en mouvement perpétuel ». Il est rapide, avec son rythme effréné à l’image de son montage et de ses dialogues, en outre sa construction est « digne des meilleurs mangas ». Tout cela va à l’encontre des films traitant habituellement ce genre de sujets « graves », Masumura adoptant ici « une attitude presque satirique ».

### Influences et postérité
Le film s’inspire en partie de Drôle de frimousse et « reproduit [plus généralement] le style euphorique des comédies de Frank Tashlin et Stanley Donen ».
Si Max Tessier et Jean-Paul Le Pape le considèrent comme restant « une date dans l’histoire de la pré-Nouvelle Vague », Tanya Sahni estime qu’il est identifié comme faisant pleinement partie de cette ère cinématographique qu’est la Nouvelle Vague japonaise. Il explore en effet deux thèmes important dans les films de ce mouvement, à savoir « le débat entre l’individu et la société de masse »(débat qui sous-tend également la conscience japonaise d'après guerre) et « la bataille entre l’art et le commerce »,. Pour Tadao Satō « il marque l’entrée en force dans le monde du cinéma japonais d’une nouvelle génération de cinéastes qui critiquent de front les techniques élaborées par leurs aînées ».